# Calodexia fumosa
Calodexia fumosa är en tvåvingeart som först beskrevs av Townsend 1917.  Calodexia fumosa ingår i släktet Calodexia och familjen parasitflugor. Inga underarter finns listade.